# Me & My
Me & My este un duo danez de Eurodance-bubblegum al surorilor Susanne Georgi (n. 27 iulie 1976) și Pernille Georgi (n. 24 iulie 1974).

## Discografie

### Albume
- Me & My (1995)
- Let the Love Go On (1999)
- Fly High (2001)
- The Ultimate Collection (2007)

### Single-uri
| An   | Single                                  | Poziții în topuri | Poziții în topuri | Poziții în topuri | Poziții în topuri | Poziții în topuri | Poziții în topuri | Poziții în topuri | Poziții în topuri | Poziții în topuri | Poziții în topuri | Poziții în topuri | Certificări | Album              |
| An   | Single                                  | AUT               | BEL (Vl)          | BEL (Wa)          | DEN               | FIN               | FRA               | GER               | NED               | NOR               | SUI               | SWE               | Certificări | Album              |
| ---- | --------------------------------------- | ----------------- | ----------------- | ----------------- | ----------------- | ----------------- | ----------------- | ----------------- | ----------------- | ----------------- | ----------------- | ----------------- | ----------- | ------------------ |
| 1995 | "Dub-I-Dub"                             | 11                | 5                 | 9                 | 1                 | 16                | 43                | 37                | 25                | 12                | 14                | 2                 |             | Me & My            |
| 1995 | "Baby Boy"                              | 30                | 10                | 27                | 2                 | 3                 | —                 | —                 | 37                | —                 | 39                | 46                |             | Me & My            |
| 1996 | "Lion Eddie"                            | —                 | 21                | —                 | 12                | —                 | —                 | —                 | —                 | —                 | —                 | —                 |             | Me & My            |
| 1996 | "Waiting"                               | —                 | —                 | —                 | —                 | —                 | —                 | —                 | —                 | —                 | —                 | —                 |             | Me & My            |
| 1999 | "Let the Love Go On"                    | —                 | —                 | —                 | 3                 | —                 | —                 | —                 | —                 | —                 | —                 | —                 |             | Let the Love Go On |
| 1999 | "Loving You"                            | —                 | —                 | —                 | —                 | —                 | —                 | —                 | —                 | —                 | —                 | —                 |             | Let the Love Go On |
| 1999 | "Every Single Day"                      | —                 | —                 | —                 | —                 | —                 | —                 | —                 | —                 | —                 | —                 | —                 |             | Let the Love Go On |
| 2000 | "So Many Men"                           | —                 | —                 | —                 | —                 | —                 | —                 | —                 | —                 | —                 | —                 | —                 |             | Let the Love Go On |
| 2000 | "Fly High"                              | —                 | —                 | —                 | 8                 | —                 | —                 | —                 | —                 | —                 | —                 | —                 |             | Fly High           |
| 2001 | "Sleeping My Day Away"                  | —                 | —                 | —                 | 20                | —                 | —                 | —                 | —                 | —                 | —                 | —                 |             | Fly High           |
| 2001 | "La La Superstar"                       | —                 | —                 | —                 | 15                | —                 | —                 | —                 | —                 | —                 | —                 | —                 |             | Fly High           |
| 2007 | "Too Much Christmas"                    | —                 | —                 | —                 | —                 | —                 | —                 | —                 | —                 | —                 | —                 | —                 |             |                    |
| 2007 | "—" denotes releases that did not chart |                   |                   |                   |                   |                   |                   |                   |                   |                   |                   |                   |             |                    |

### Colaborări
- "Te Quieroo" (with singer Nicole - 2002)